# Vireó menut
El vireó menut (Pachysylvia decurtata) és un ocell de la família dels vireònids (Vireonidae).

## Hàbitat i distribució
Viu als clars del bosc i bosc obert de les terres baixes, des de l'est de San Luis Potosí, Veracruz, nord-est de Puebla, nord d'Oaxaca, Chiapas, Campeche i Quintana Roo cap al sud fins al centre de Panamà, oest i nord de Colòmbia, oest de l'Equador i nord-oest del Perú.